# Merri
Merri és un municipi francès situat al departament de l'Orne i a la regió de Normandia. L'any 2007 tenia 153 habitants.

## Demografia

### Població
El 2007 la població de fet de Merri era de 153 persones. Hi havia 68 famílies de les quals 28 eren unipersonals (24 homes vivint sols i 4 dones vivint soles), 12 parelles sense fills, 12 parelles amb fills i 16 famílies monoparentals amb fills.
La població ha evolucionat segons el següent gràfic:
Habitants censats

### Habitatges
El 2007 hi havia 96 habitatges, 75 eren l'habitatge principal de la família, 12 eren segones residències i 9 estaven desocupats. 92 eren cases i 1 era un apartament. Dels 75 habitatges principals, 61 estaven ocupats pels seus propietaris, 9 estaven llogats i ocupats pels llogaters i 5 estaven cedits a títol gratuït; 3 tenien una cambra, 3 en tenien dues, 15 en tenien tres, 17 en tenien quatre i 38 en tenien cinc o més. 63 habitatges disposaven pel capbaix d'una plaça de pàrquing. A 32 habitatges hi havia un automòbil i a 39 n'hi havia dos o més.

### Piràmide de població
La piràmide de població per edats i sexe el 2009 era:
| Homes | Edats   | Dones |
| ----- | ------- | ----- |
| 0     | 95 o +  | 0     |
| 0     | 90 a 94 | 0     |
| 0     | 85 a 89 | 4     |
| 0     | 80 a 84 | 0     |
| 0     | 75 a 79 | 4     |
| 0     | 70 a 74 | 4     |
| 4     | 65 a 69 | 4     |
| 12    | 60 a 64 | 12    |
| 0     | 55 a 59 | 0     |
| 12    | 50 a 54 | 4     |
| 4     | 45 a 49 | 4     |
| 4     | 40 a 44 | 4     |
| 4     | 35 a 39 | 4     |
| 4     | 30 a 34 | 8     |
| 8     | 25 a 29 | 8     |
| 0     | 20 a 24 | 4     |
| 8     | 15 a 19 | 8     |
| 8     | 10 a 14 | 0     |
| 8     | 5 a 9   | 4     |
| 0     | 0 a 4   | 8     |

## Economia
El 2007 la població en edat de treballar era de 101 persones, 80 eren actives i 21 eren inactives. De les 80 persones actives 76 estaven ocupades (41 homes i 35 dones) i 4 estaven aturades (3 homes i 1 dona). De les 21 persones inactives 10 estaven jubilades, 4 estaven estudiant i 7 estaven classificades com a «altres inactius».

### Ingressos
El 2009 a Merri hi havia 76 unitats fiscals que integraven 159 persones, la mediana anual d'ingressos fiscals per persona era de 18.999 €.

### Activitats econòmiques
Dels 5 establiments que hi havia el 2007, 3 eren d'empreses de construcció i 2 d'empreses de serveis.
Dels 4 establiments de servei als particulars que hi havia el 2009, 2 eren guixaires pintors, 1 fusteria i 1 lampisteria.
L'any 2000 a Merri hi havia 6 explotacions agrícoles.

## Poblacions més properes
El següent diagrama mostra les poblacions més properes.